# 声を出すと気持ちいいの会
演劇集団 声を出すと気持ちいいの会（えんげきしゅうだんこえをだすときもちいいのかい）は2008年5月、明治大学演劇学専攻在籍の学生によって旗揚げされた日本の劇団。

2011年、シアターグリーン学生芸術祭vol.5にて最優秀賞を受賞。役者・後藤祐哉、照明・山本創太はそれぞれ個人賞を受賞した。
『コエキモ』、『KOEKIMO』と略称される。

## 特徴
旗揚げ当時、明治大学の学生を中心に結成された劇団。
第二回公演以降、主宰山本タカが執筆、演出を行っている。

## 劇団員
- 山本タカ
- 石綿大夢
- 後藤祐哉
- 服部健太郎
- 正木拓也
- 青木悠介
- 草野峻平
- 北澤芙未子
- 山本創太
- 神田圭

## 公演
- 第八回公演『A MIDSUMMER NIGHT`S DREAM at DISCO』
- 学生版日本の問題参加『役者乞食』
- 第七回公演『黒猫』
- 第六回公演『被告人ハムレット』
- 番外公演『覗絡繰』―ノゾキカラクリ―
- 第五回公演『百年時計』
- 第四回公演『家無子』
- 第三回公演『黒猫』
- 第二回公演『THE BEE』
- 第一回公演『ピースロスト』